# Txaikovski (pel·lícula)
Txaikovski (rus: Чайковский) és una pel·lícula biogràfica soviètica dirigida per Ígor Talankin. Fou protagonitzada per Innokenti Smoktunovski en el paper del famós compositor rus Piotr Ilitx Txaikovski. Fou nominada a l'Oscar a la millor pel·lícula de parla no anglesa i a l'Oscar a la millor banda sonora.

## Sinopsi
Aquesta pel·lícula representa molts moments de la vida de Piotr Ilitx Txaikovski que il·lustren millor el to de la seva existència com a compositor. Dona una gran importància al patiment causat per la marxa de la seva mare quan era molt jove; la seqüència que la il·lustra al principi de la pel·lícula es repeteix al final.
S'esmenta la seva amistat, però també els seus contratemps amb Nikolai Rubinstein, que, tot i ser un amic útil en alguna ocasió, es nega a interpretar el seu primer concert de piano i després es converteix en un dels seus millors seguidors i intèrprets quan Txaikovski triomfi internacionalment.
Un altre gran amic és el servent Alioxa, quan el salva d'un intent de suïcidi i l'acompanya a tot arreu. La seva fidelitat i el seu propi sacrifici són notables; escolta les confidències del seu amo, dona la seva opinió si li demana, s'esfuma quan convé ...
També mostra seves relacions amb la baronessa von Meck, que li va romandre fidel durant molt de temps, el va ajudar molt econòmicament, el va defensar i el va aixoplugar durant la seva depressió. Tanmateix, només té una llarga i freqüent correspondència amb Vladimir Pakhulski, violinista que exerceix un paper ambigu entre els dos personatges i la filla de la baronessa, Julia.
Assistim al seu infeliç matrimoni i després al seu divorci d'Antonina Ivanovna Milukova, una admiradora les reaccions primàries que desperten la seva consternació i causen riota en els cercles aristocràtics que freqüenta. Va anar a París, on va conèixer Ivan Turguénev i al crític Herman Laroche, que no el van apreciar gaire, a la Universitat de Cambridge quan va rebre la distinció de Doctor Honoris Causa el 1893. El triomf, però, no el consolen per la ruptura amb la baronessa.

## Repartiment
- Innokenti Smoktunovski. Piotr Ilitx Txaikovski
- Antonina Xuranova - Nadejda von Meck
- Kirill Lavrov - Władysław Pachulski
- Vladislav Strjeltxik - Nikolai Rubinstein
- Ievgeni Leonov - Alioxa
- Maia Plisetskaya - Désirée Artôt
- Bruno Freindlich - Ivan Turguénev
- Alla Demidova - Julia von Meck
- Ievgeni Ievstignèiev - Herman Laroche
- Nina Agapova - Convidada
- Maria Vinogradova - dona que crida a la policia
- Nikolai Trofimov - Capità de policia
- Laurence Harvey - Narrador (versió anglesa)

## Premis
Al Festival Internacional de Cinema de Sant Sebastià 1970 Innokenti Smoktunovski va rebre el Premi Sant Sebastià d'interpretació masculina i la pel·lícula una menció especial del jurat.